# Brotomys voratus
Espèce
Statut de conservation UICN

 EX  : Éteint
Brotomys voratus est une espèce de mammifères rongeurs de la famille des Echimyidae qui regroupe des rats épineux originaires d'Amérique latine. C'est une espèce éteinte.